# Việt Hùng, Đông Anh
Việt Hùng là một xã thuộc huyện Đông Anh, thành phố Hà Nội, Việt Nam.

## Địa lý
Xã Việt Hùng nằm ở phía đông huyện Đông Anh, có vị trí địa lý:
- Phía đông giáp xã Dục Tú và xã Liên Hà
- Phía tây giáp xã Uy Nỗ
- Phía nam giáp xã Cổ Loa
- Phía bắc giáp các xã Thụy Lâm, Uy Nỗ,

Điều kiện tự nhiên: Địa hình xã nằm trên bình diện mặt dốc cao từ Tây nam thấp dần về Đông bắc. Chỗ cao nhất ở cốt +13,14, chỗ thấp ở cốt +6,70. Diện tích đất tự nhiên: 8,343 km². Trong đó: diện tích đất nông nghiệp là 5,12 km² và diện tích đất phi nông nghiệp là 3,17 km².

## Hành chính
Xã Việt Hùng được chia thành 6 thôn: Đoài, Đông, Gia Lộc, Lỗ Giao, Lương Quán, Trung.

## Lịch sử
Đầu thế kỷ XIX, địa bàn xã Việt Hùng hiện nay thuộc tổng Cổ Loa, huyện 
Đông Ngàn, phủ Từ Sơn, trấn Kinh Bắc. Lúc bấy giờ xã Việt Hùng được chia thành 
4 xã: Dục Nội, Gia Lộc, Lỗ Giao, Lương Quán.
Sau Cách mạng tháng Tám năm 1945, hợp nhất 3 xã: Dục Nội, 
Gia Lộc, Lương Quán thành xã Âu Lạc và xã Lỗ Giao sáp nhập vào xã Phúc Tiến.
Tháng 5 năm 1949, hợp nhất 2 xã: Âu Lạc, Uy Sơn và 2 thôn: Lỗ Giao, Quản Tỉnh của xã Phúc Tiến thành xã Việt Hùng thuộc huyện Đông 
Anh, tỉnh Phúc Yên.
Tháng 5 năm 1955, chia xã Việt Hùng thành xã Việt Hùng và xã Uy 
Sơn.
Ngày 20 tháng 4 năm 1961, Quốc hội ban hành Nghị quyết về việc sáp nhập Việt Hùng vào thành phố Hà Nội quản lý.
Ngày 31 tháng 5 năm 1961, Hội đồng Chính phủ ban hành 78-CP. Theo đó, xã Việt Hùng thuộc huyện Đông Anh, thành phố Hà Nội quản lý.

## Kinh tế
Cơ cấu kinh tế (% theo giá trị): nông nghiệp đạt 55%, công nghiệp – xây dựng cơ bản đạt 15%, thương mại – dịch vụ và du lịch đạt 30%.
Việt Hùng là đất thuần nông do vậy chỉ có một số nghề truyền thống đặc trưng.
Đặc sản: Các sản vật nổi tiếng của địa phương là: trám đen, tương nếp, mít, bánh tẻ, bánh khoai,...

## Văn hóa
Xã Việt Hùng là một miền đất cổ nằm ở phía bắc kinh thành Cổ Loa. Dục Nội, Gia Lộc, Lương Quán, Lỗ Giao là những địa danh gắn liền với lịch sử Loa Thành - triều đại An Dương Vương - Thục Phán.
Quần thể di tích hiện nay có bốn đình, có chùa, miếu, và các di vật thờ cúng phần lớn ở trong làng được tôn tạo từ thế kỷ XV.
Đình Dục Nội thờ tướng quân Ngô Đễ giúp Lê Lợi đánh giặc.
Đình Gia Lộc thờ Đông Bảng Đại Vương. Ông là người có công lớn giúp Trưng Vương khởi nghĩa đánh đuổi Tô Định, chống lại Mã Viện thời nhà Hán.
Đình Lỗ Giao thờ một vị nữ thần (nữ tướng của Hai Bà Trưng) làm thần hoàng làng.
Đình Lương Quán thờ ông Tạ Đông Nhạc là người có công Đúc Ngựa sắt, làm doi sắt giúp Thánh Gióng đánh giặc Ân cứu nước.
Bốn chùa: chùa Kiến Dương Thôn Trung, chùa Phúc Hương Thôn Đông, chùa Gia Phúc Gia Lộc, chùa Lỗ Giao.
Hiện đã có 03 Đình và 02 Chùa đã được nhà nước xếp hạng di tích lịch sử văn hoá - nghệ thuật.
Các Lễ hội Đình Chùa được diễn ra vào đầu tháng Giêng và tháng Tám hàng năm.

## Giao thông
Xã có tuyến đường xe lửa từ Hà Nội đi Lào Cai và Thái Nguyên, giữa hai ga Yên Viên (phía Đông) và ga Đông Anh (phía tây), trên địa bàn xã có một ga xép gọi là ga Cổ Loa.